# Джон Уилям Стрът
 Джон Уилям Стрът, трети лорд Рейли (на английски: John Strutt, 3rd Baron Rayleigh:с. 40 или Релей e английски физик, който заедно със сър Уилям Рамзи открива аргона, за което откритие получава Нобелова награда за физика през 1904 година. Освен това открива феномена, познат под името разсейване на Релей, който обяснява синия цвят на небето. Числото на Релей е наречено в негова чест.

## Биография
Роден е на 12 ноември 1842 година в Лангфорд Гроув, Мелдън, Англия. Още от ранно детство лорд Рейли боледува често, има крехко здраве и в по-късна възраст страда от ревматизъм. Завършва университета в Кеймбридж. Има трима синове, като най-големият от тях става физик и негов биограф.
Умира на 30 юни 1919 година в Търлинг Плейс на 76-годишна възраст.

## Признание
През 1904 година получава Нобелова награда за физика за работата му върху плътността на най-разпространените газове и откриването на аргона в процеса на тази работа.
Освен с откритие на аргона, лорд Рейли е известен и с откриване на разсейване на светлината без промяна на дължината на вълната, което носи неговото име.